# Bazyli Adolph

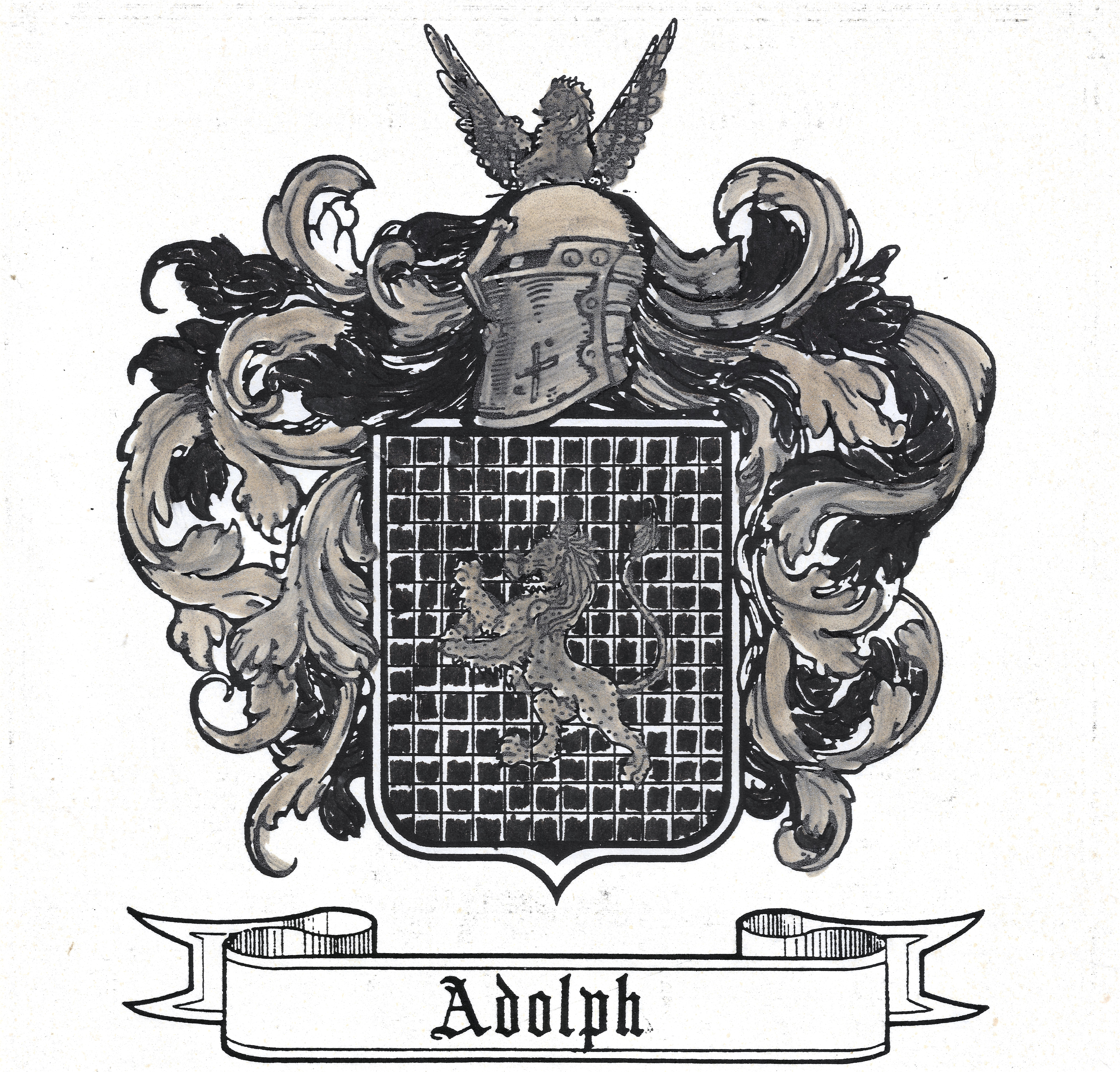
Herb rodowy rodziny Adolph

Bazyli Adolph (ur. 24 grudnia 1873 w Rüdersdorf koło Berlina, zm. 17 czerwca 1938 w Gdańsku) –  kupiec, działacz społeczny, współzałożyciel i prezes Ludowego Banku w Pucku w latach 1917–1930, prezes Powiatowej Rady Ludowej w Pucku, prezes Komitetu Obrony Państwa w Pucku, długoletni członek Rady Miasta w Pucku.

## Życiorys
Syn kowala Augusta Adolpha i krawcowej Zuzanny Prozorowskiej. Bazyli miał czwórkę rodzeństwa: Aleksandra (1876–1917), Bronisława (1880–1945), Władysława (1871–1949) i Stanisławę (1878–1958).
Uczęszczał do wielu szkół polskich i niemieckich m.in. w Iłowcu pod Czempinem, Krośnie, Modrze pod Krosnem, Mościnie i Nowym Jaromierzu. Wyuczył się na drogistę (aptekarza) pracując w drogeriach – p.Marggraffa w Mościnie, p.Mazura w Ostrowie, p.Gryska w Rudzie na Górnym Śląsku, p. W.George’a w Ełku oraz u p.Ziemermana, a także w Aptece w Dąbrównie.
1 kwietnia 1899 przybył do Pucka, gdzie otworzył swój pierwszą działalność –  jedyną w Pucku polską drogerię. Tego samego roku poślubił również Wiktorię Mielcarek z którą miał sześciorga dzieci: Helenę urodzoną w 1900 roku, Leokadię – w 1902 roku, Bronisławę – w 1905 roku, Bolesławę – w 1907 roku, Łucję – w 1908 roku oraz Romana urodzonego w 1904 roku.
W 29 czerwca 1907 razem z ks. Bolesławem Witkowskim oraz Leonem Schulzem zainicjowali utworzenie Ludowego Banku w Pucku, zostając kontrolerem. Od 1913 objął funkcję prezesa i pełnił ją do 1930. Po odzyskaniu niepodległości przez wiele lat zasiadał w Puckiej Radzie Miasta.   
Bazyli prócz drogerii otworzył również wiele innych działalności. Były to m.in:  
- Sklep Kolonialny
- Rozlewnia Napojów Gazowanych i Lemoniady
- Fabryka Wody Sodowej i Mineralnej
- Hurtownia Wyrobów Tytoniowych
- Wędzarnia, w której pracował Antoni Abraham[3]
- Rozlewnia Piwa
- Restauracja
- Stacje Paliw „Karpaty”
- sieć sklepów „Bazar” mieszczących się w Karwi i Władysławowie

Pod koniec lat 30 XX wieku razem z synem opracowali projekt powstania tzw. "Nowego Pucka" który miał rozciągać w okolicach Rozgardu, gdzie posiadał cegielnię. Projekt jednak nigdy nie został zrealizowany z powodu śmierci Bazylego oraz wybuchu II wojny światowej.
Bazyli zmarł 17 czerwca 1938 w szpitalu w Gdańsku. Trumna z jego ciałem została przetransportowana do Pucka, gdzie został pochowany na Cmentarzu przy Zatoce.

## Odznaczenia
- Srebrny Krzyż Zasługi (7 luty 1930) za zasługi na polu pracy narodowo-społecznej[4]
- Medal Niepodległości (5 sierpnia 1938) za pracę w dziele odzyskania niepodległości[5]

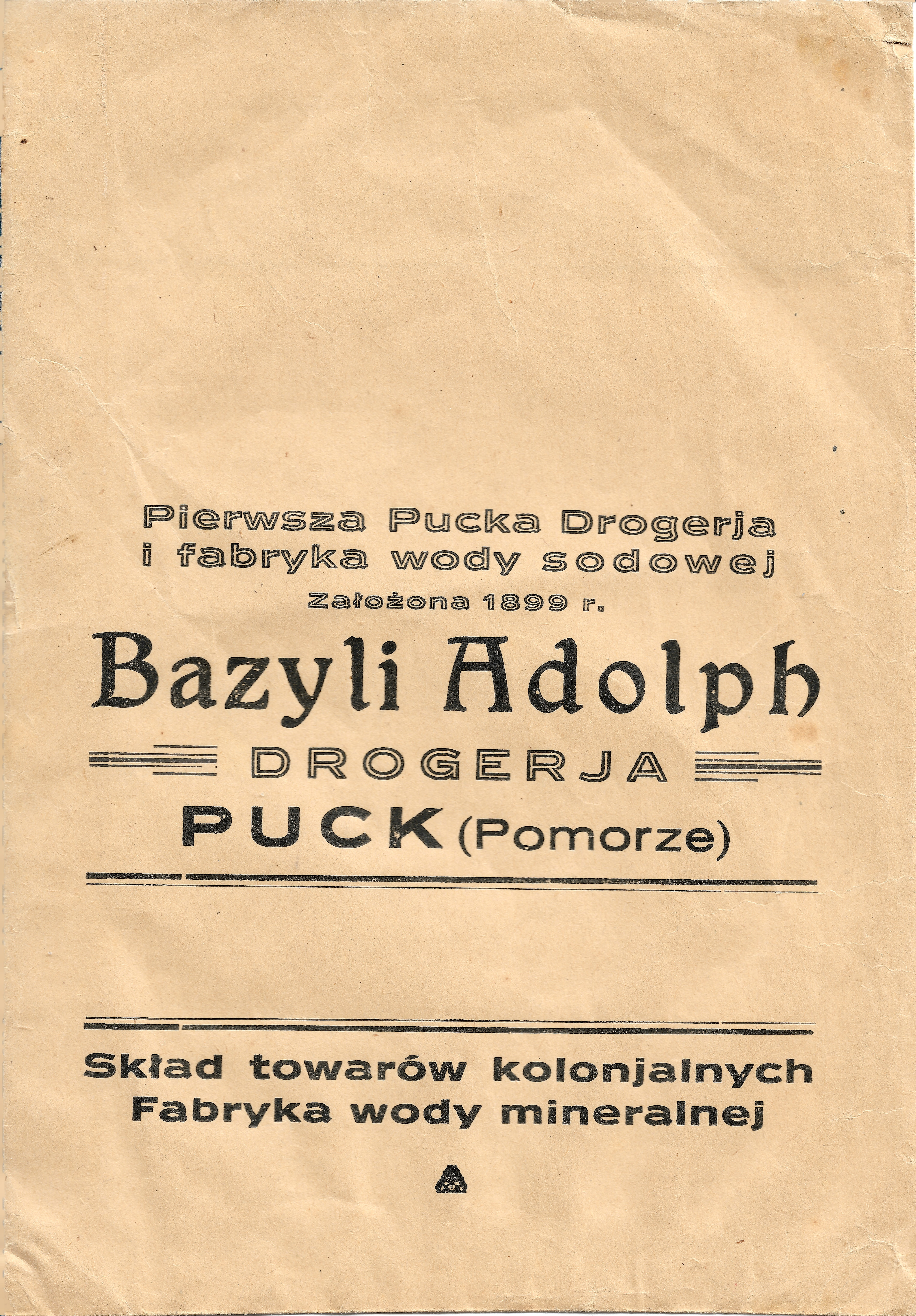
Druk Reklamowy z Drogerii oraz Fabryki Wody Sodowej Bazylego Adolpha, lata 30 XX wieku

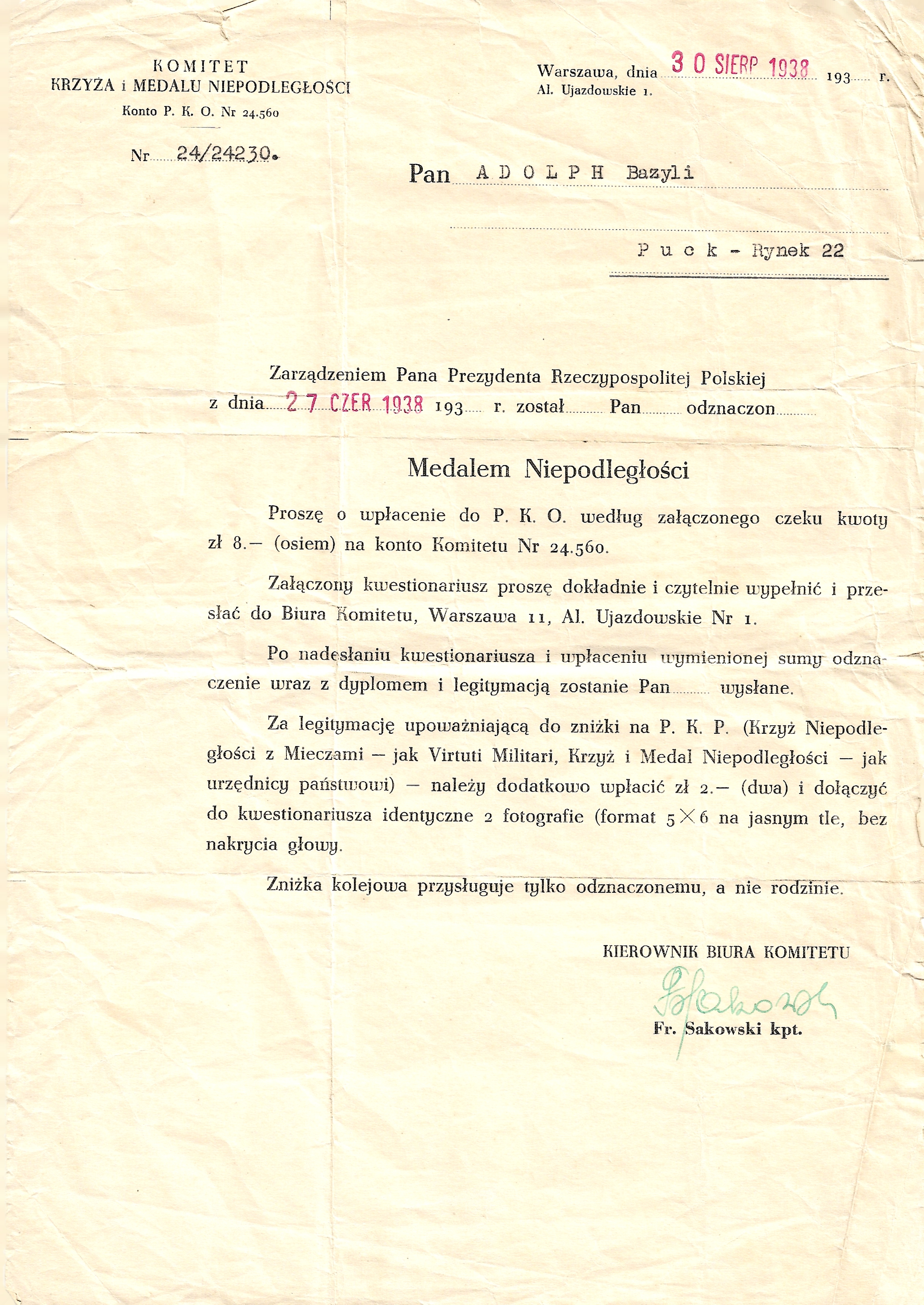
Nadanie Medalu Niepodległości, z 5 sierpnia 1938